# Boczków
Boczków is een dorp in de Poolse woiwodschap Groot-Polen. De plaats maakt deel uit van de gemeente Nowe Skalmierzyce en telt 400 inwoners.